# Jacob Duck

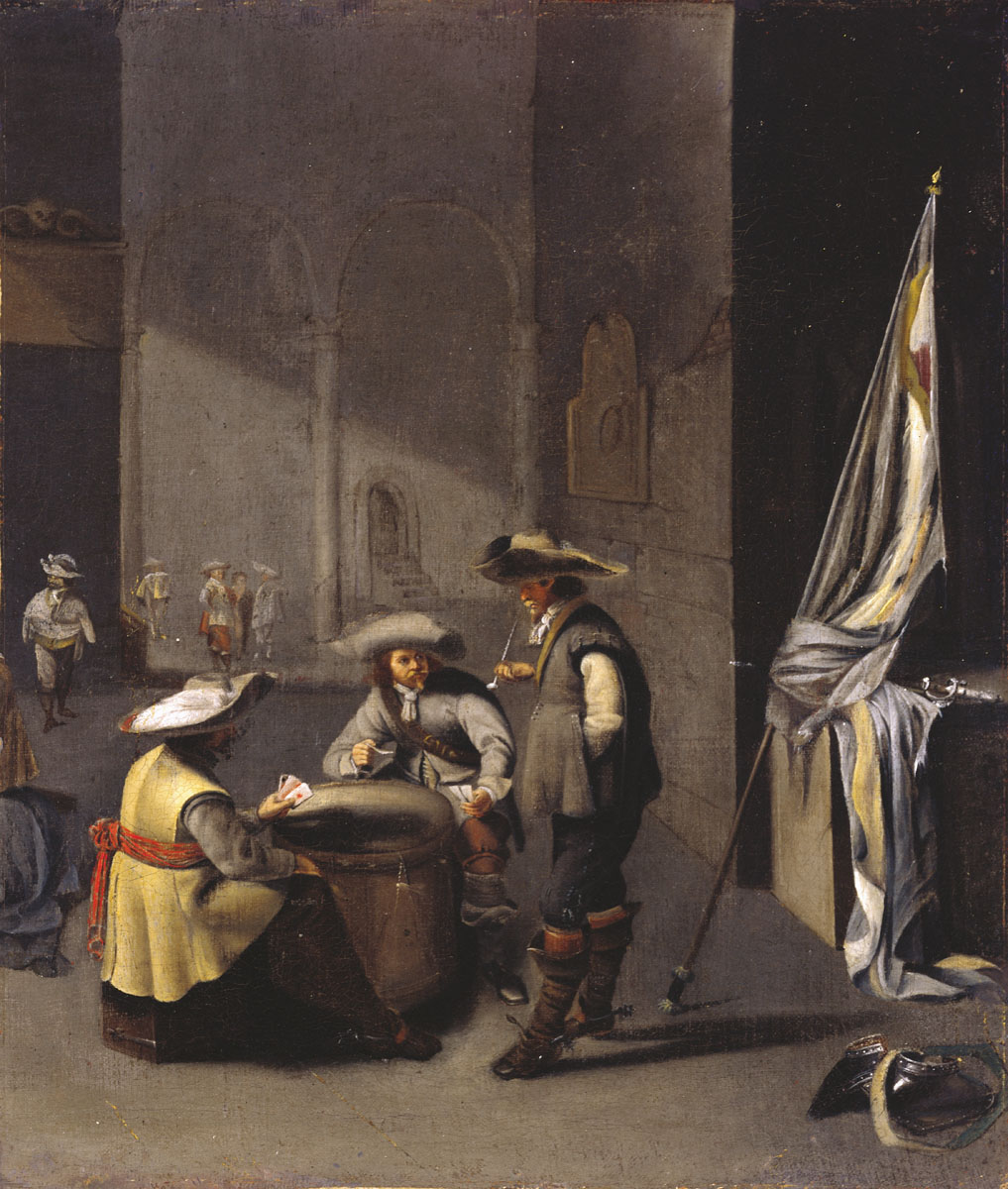
Jacob Duck, Wartownia z żołnierzami grającymi w karty (1640-1650), Muzeum Sztuk Pięknych Budapeszt

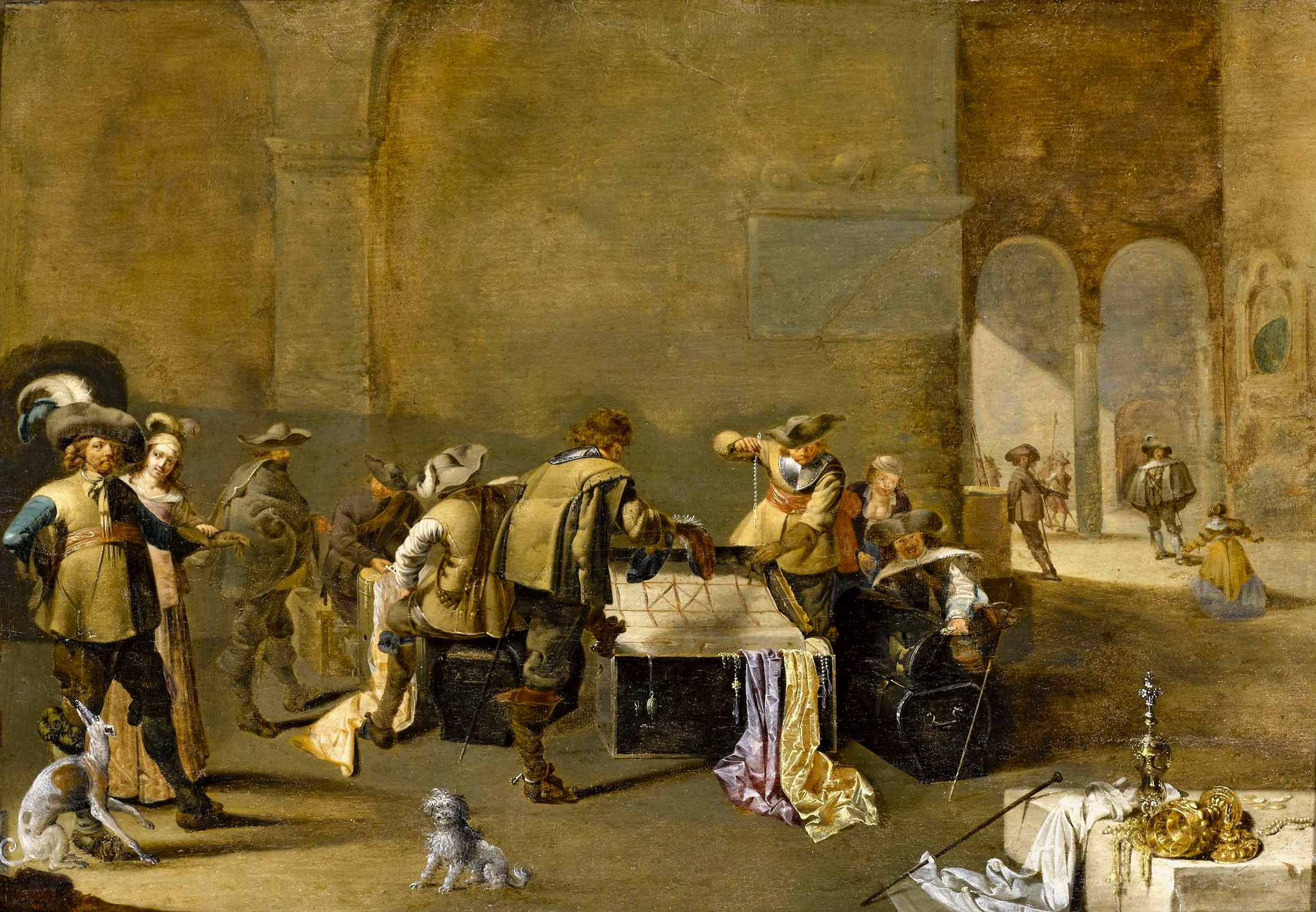
Jacob Duck, Żołnierze rewidujący bagaże, Muzeum Narodowe w Warszawie

Jacob Duck (ur. ok. 1600 w Utrechcie, poch. 28 stycznia 1667 tamże) – holenderski malarz i akwaforcista okresu baroku.

## Życiorys
Początkowo kształcił się na złotnika i w 1619 uzyskał tytuł mistrzowski. Jego nauczycielem był zapewne malarz rodzajowy Joost Cornelisz. Droochsloot. Większą część swego życia spędził w Utrechcie. Przez pewien czas przebywał w Haarlemie i Hadze, gdzie w 1662 został członkiem Confrérie Pictura.

## Twórczość
Malował wartownie, wesołe kompanie, sceny erotyczne i domowe, alegorie. Postacie umieszczał w wysokich wnętrzach, utrzymanych w monochromatycznej szarawobrunatnej tonacji. Atrybucję jego dzieł utrudniał fakt, że był długo mylony z innym malarzem o podobnych personaliach, Johanem de Ducq.

## Wybrane dzieła
- Grający w karty (ok. 1640) – Worcester, Art. Museum,
- Muzykujące towarzystwo – Drezno, Galeria Drezdeńska
- Prasująca kobieta – Utrecht, Centraal Museum,
- Wartownia z żołnierzami grającymi w karty (1640-1650) – Budapeszt, Muzeum Sztuk Pięknych,
- Żołnierski odpoczynek – St. Petersburg, Ermitaż,
- Żołnierze dzielący się łupem – Warszawa, Muzeum Narodowe,
- Żołnierze zbierający się do drogi – Minneapolis, Institute of Arts.